# TKS

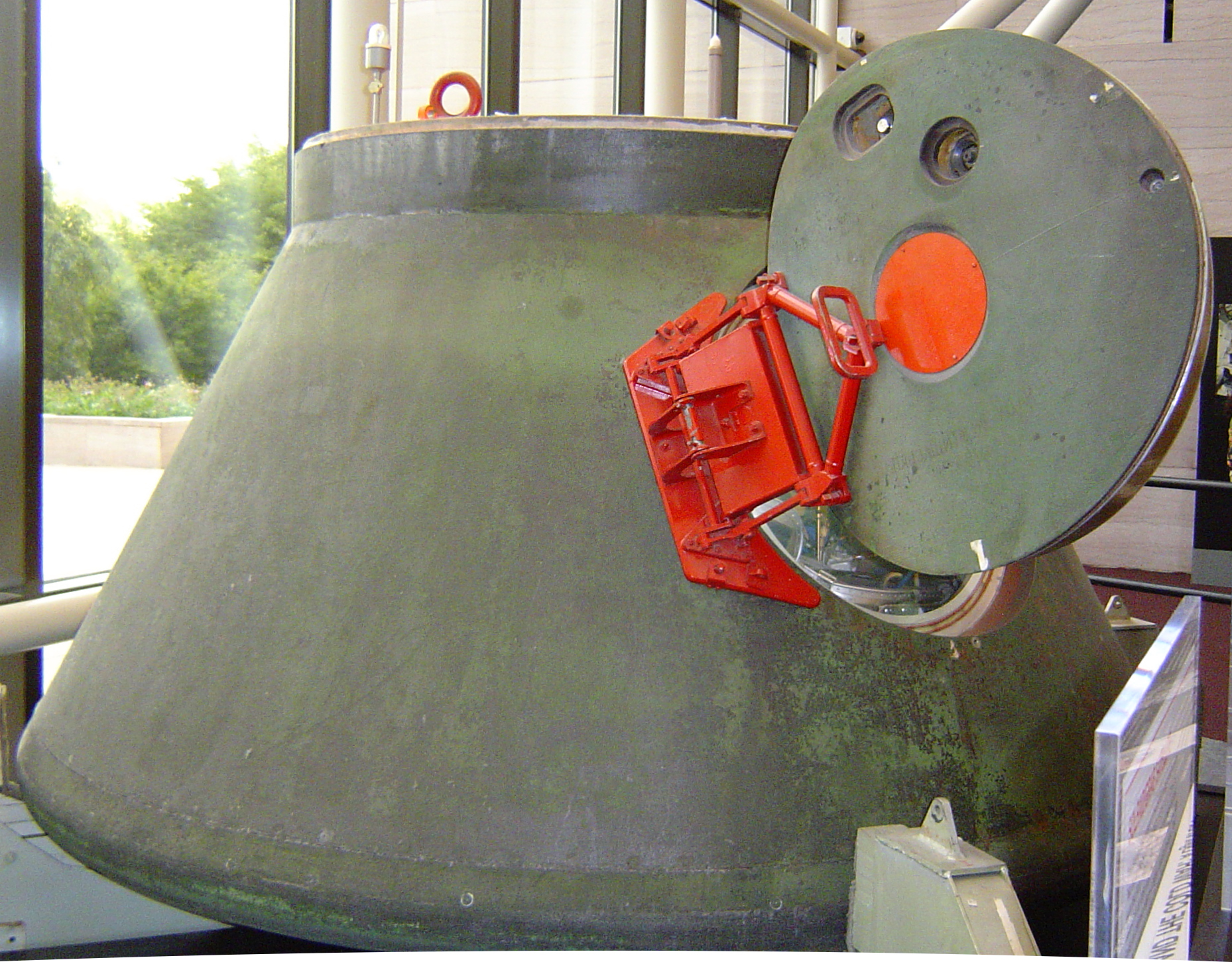
Kosmos 1443s VA-kapsel

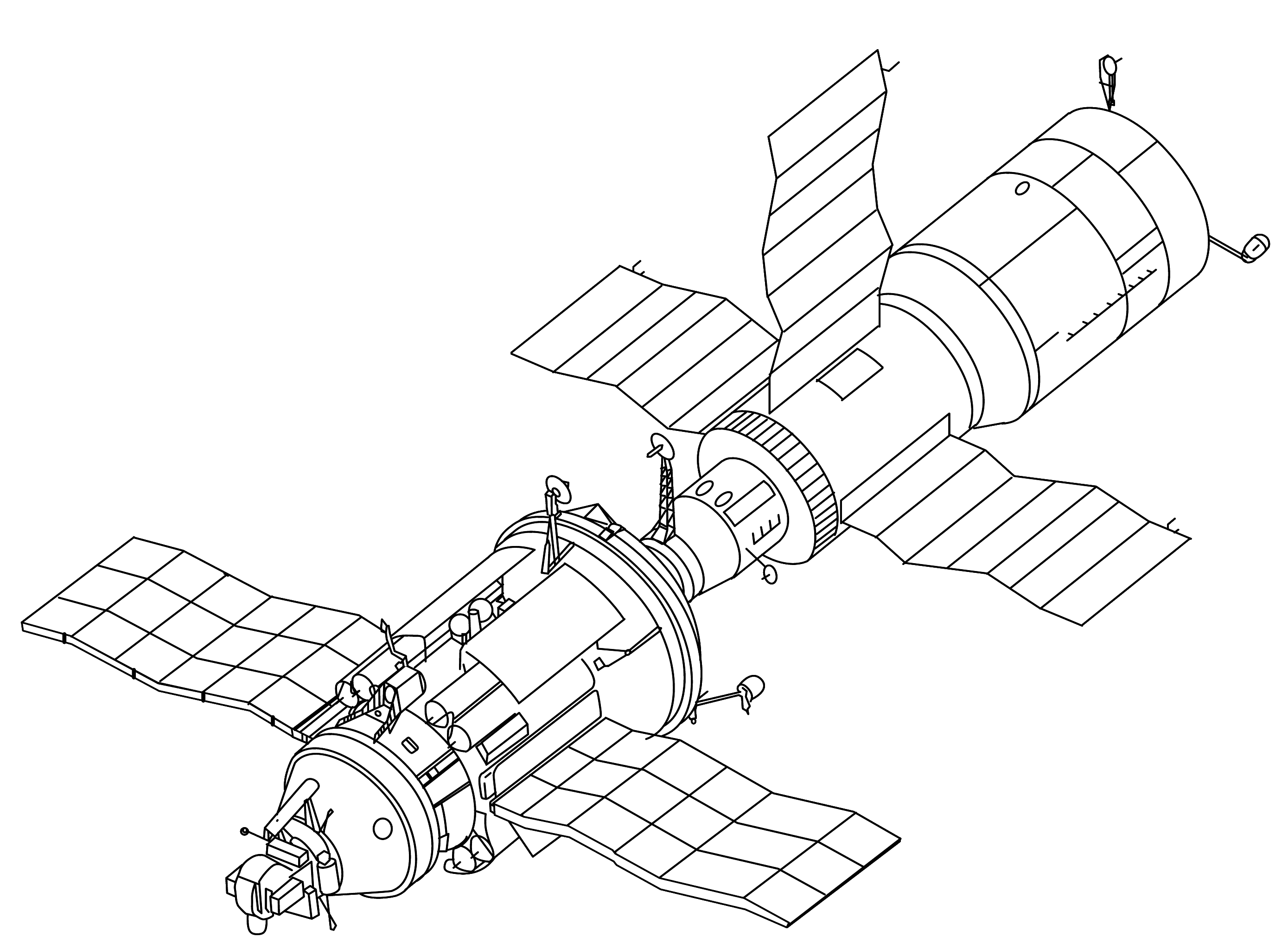
Kosmos 1686 och Saljut 7

TKS (ryska: Транспортный корабль снабжения) var en sovjetisk rymdfarkost som var konstruerad för att transportera besättning och förnödenheter till och från den sovjetiska militärens rymdstationer Almaz. Några bemannade flygningar genomfördes aldrig. Farkosten bestod egentligen av två farkoster, FGB-modulen och VA-kapseln. Den sammansatta farkosten sköts upp med den sovjetiska Protonraketen.
Kosmonauter kunde ta sig mellan de båda farkosterna genom en lucka i VA-kapselns värmesköld.
Farkosten har legat till grund för flera föreslagna farkoster, bland andra Bioteknologiya, Teknologia och Tellura.

## Functional Cargo Block
Huvudartikel: Functional Cargo Block
FGB-modulen (ryska: Функционально-грузовой блок) hade en lucka i fören som anslöt till VA-kapseln och i aktern fanns dockningsporten som användes till att docka med sovjetiska rymdstationer. Flera av rymdstationerna Mir och ISS moduler bygger på Functional Cargo Block-designen.

## Returkapsel
Huvudartikel: VA (kapsel)
VA (ryska: Возвращаемый Аппарат ВА) var konstruerad för tre kosmonauter. I kapselns värmesköld satt en lucka som kosmonauterna använde för att ta sig mellan kapseln och modulen. Kapselns manöversystem var placerat ovanpå kapseln. Utvändigt hade kapseln stora likheter med NASAs Apollo-kapsel, men den var 30% mindre än Apollo-kapseln.

## Flygningar

### VA-kapslar
För att påskynda utvecklingen av VA-kapseln sköt man upp åtta stycken, två och två, utan Functional Cargo Block, under fyra olika uppskjutningar mellan 1976 och 1979.
Kosmos 881 och Kosmos 882 sköts upp med en och samma Proton-raket, den 15 december 1976. De landade var för sig några timmar senare.
VA #009L/P och VA #009P/P sköts upp med en och samma Proton-raket, den 4 augusti 1977. Raketen havererade 40 sekunder efter uppskjutningen. Den ena kapseln förstördes i haveriet. Den andra landade säkert några minuter efter uppskjutningen.
Kosmos 997 och Kosmos 998 sköts upp med en och samma Proton-raket, den 30 mars 1978. De landade var för sig några timmar senare.
Kosmos 1100 och Kosmos 1101 sköts upp med en och samma Proton-raket, den 23 maj 1979. De landade var för sig några timmar senare.

### TKS-1 (Kosmos 929)
Huvudartikel: Kosmos 929
Var den första kompletta TKS att flyga, den sköts upp med en Protonraket, den 17 juli 1977. VA-kapseln landade den 16 augusti 1977 och FGB-modulen brann upp i jordens atmosfär den 3 februari 1978.

### TKS-2 (Kosmos 1267)
Huvudartikel: Kosmos 1267
Sköts upp med en Protonraket den 25 april 1981. VA-kapseln separerade från modulen den 24 maj 1981 och landade några timmar senare. FGB-modulen dockade med den sovjetiska rymdstationen Saljut 6 den 19 juni 1981. Den förblev dockad till stationen fram tills de båda brann upp i jordens atmosfär den 29 juli 1982.

### TKS-3 (Kosmos 1443)
Huvudartikel: Kosmos 1443
Sköts upp med en Protonraket den 2 mars 1983. Farkosten dockade med den sovjetiska rymdstationen Saljut 7 två dagar senare. Farkosten lämnade rymdstationen den 14 augusti 1983. Efter att VA-kapseln separerade från modulen flög den på egen hand i fyra dagar innan den 23 augusti 1983 återinträdde i jordens atmosfär och landade i Sovjetunionen. Den återförde 350 kg material från rymdstationen. FGB-modulen brann upp i atmosfären den 19 september 1983.

### TKS-4 (Kosmos 1686)
Huvudartikel: Kosmos 1686
Sköts upp med en Protonraket den 27 september 1985. Farkosten dockade med den sovjetiska rymdstationen Saljut 7 den 2 oktober 1985. VA-kapseln var ombyggd och innehöll bland annat två teleskop. Farkosten förblev dockad till stationen fram tills de båda brann upp i jordens atmosfär den 7 februari 1991.

## Galleri

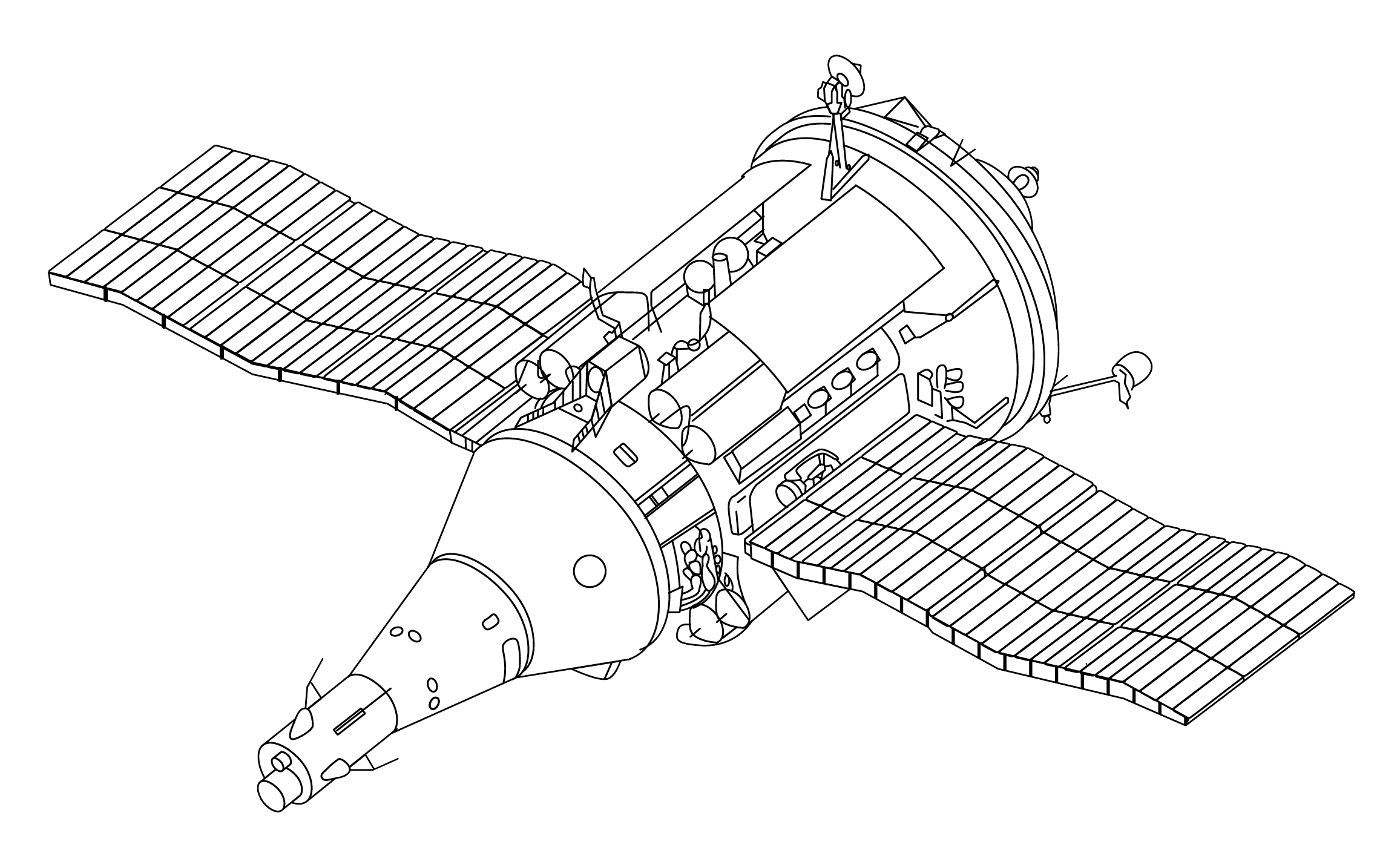
TKS
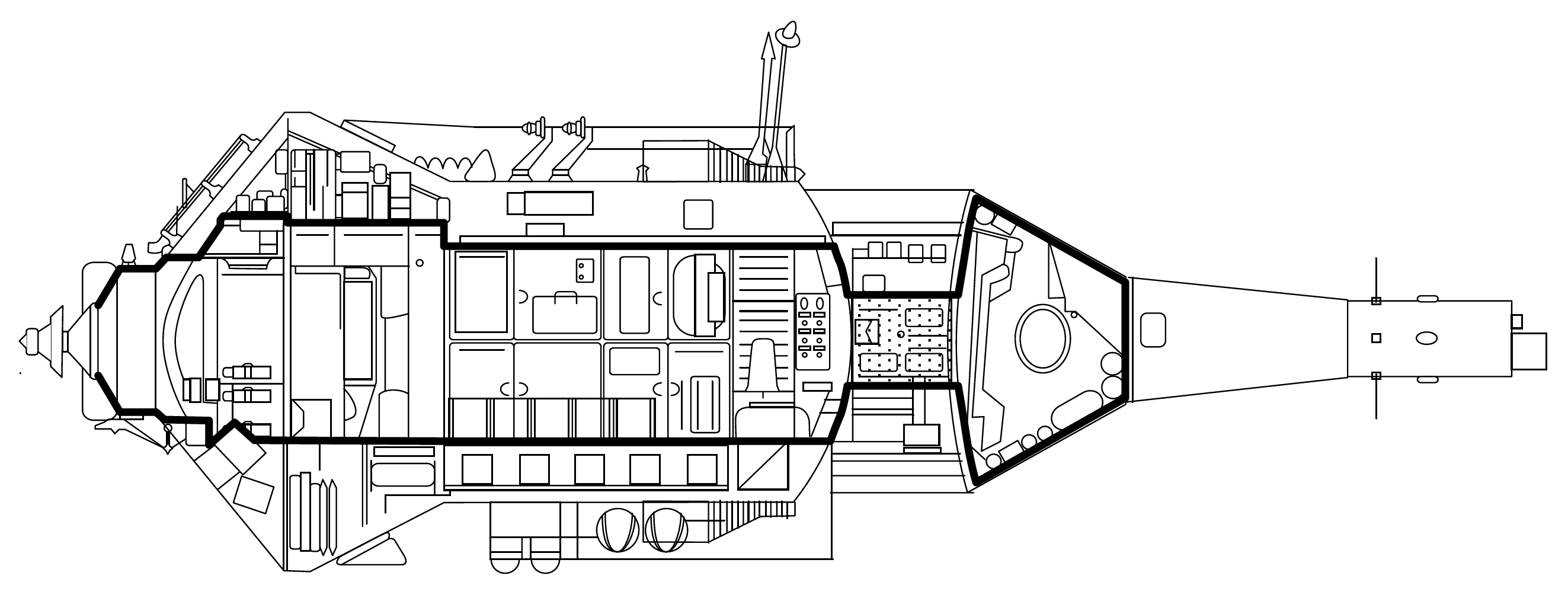
TKS
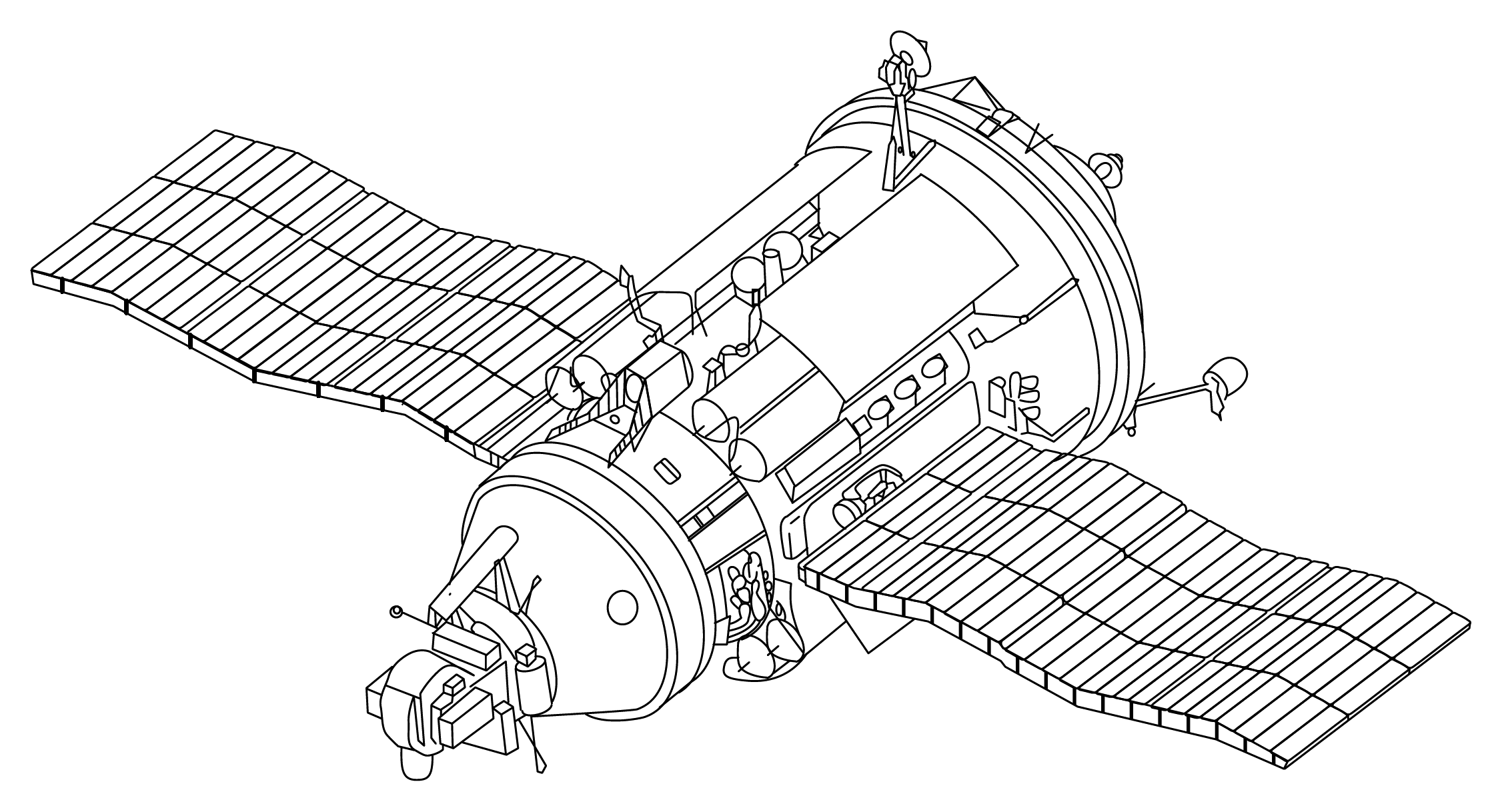
Kosmos 1686
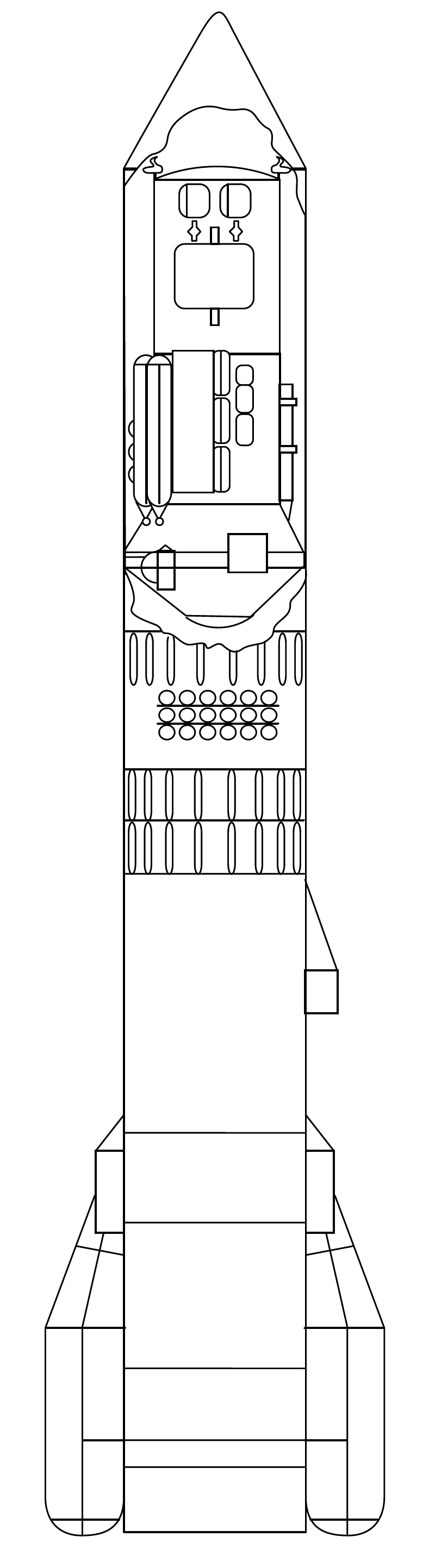
Polyus
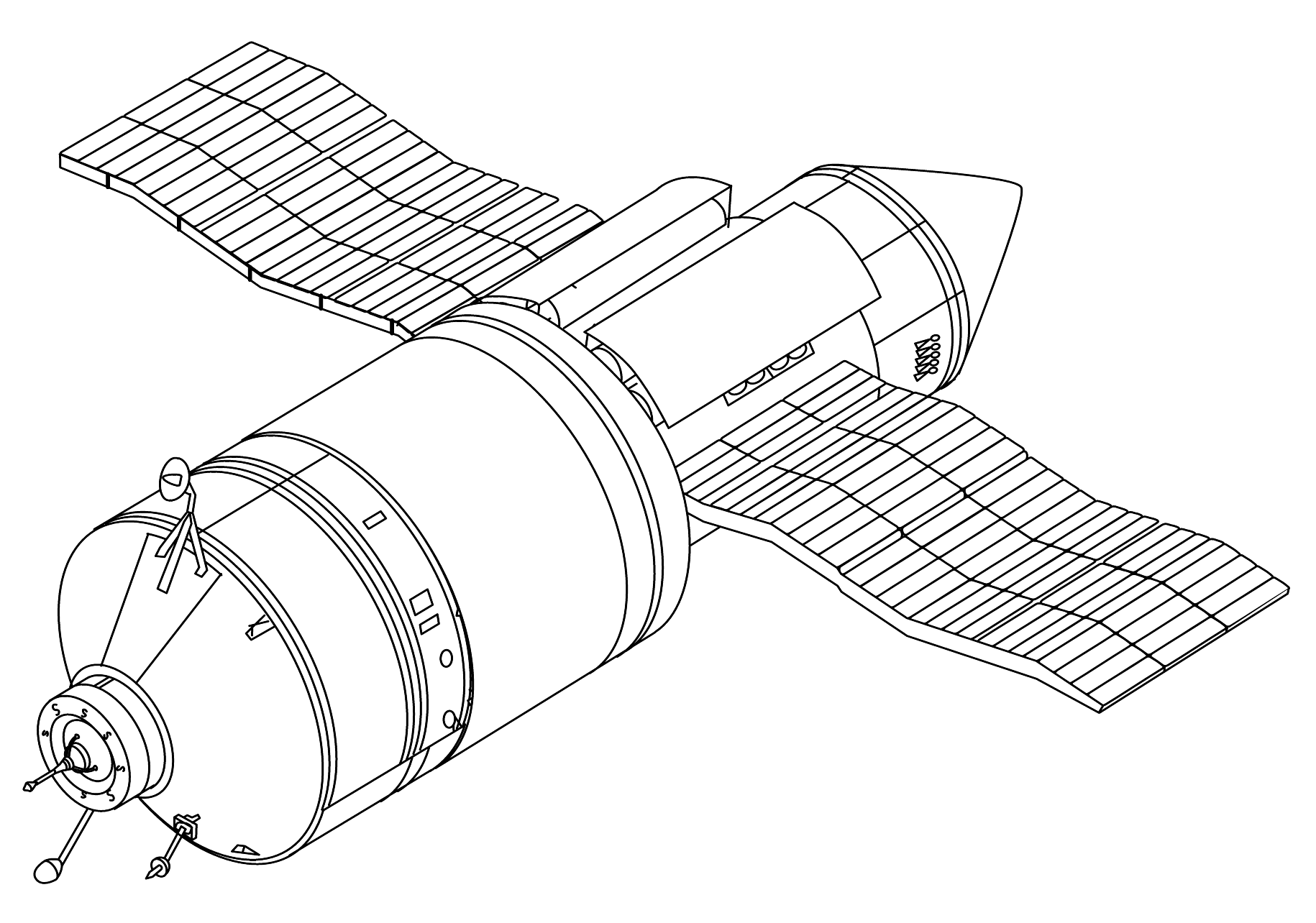
Kvant-1
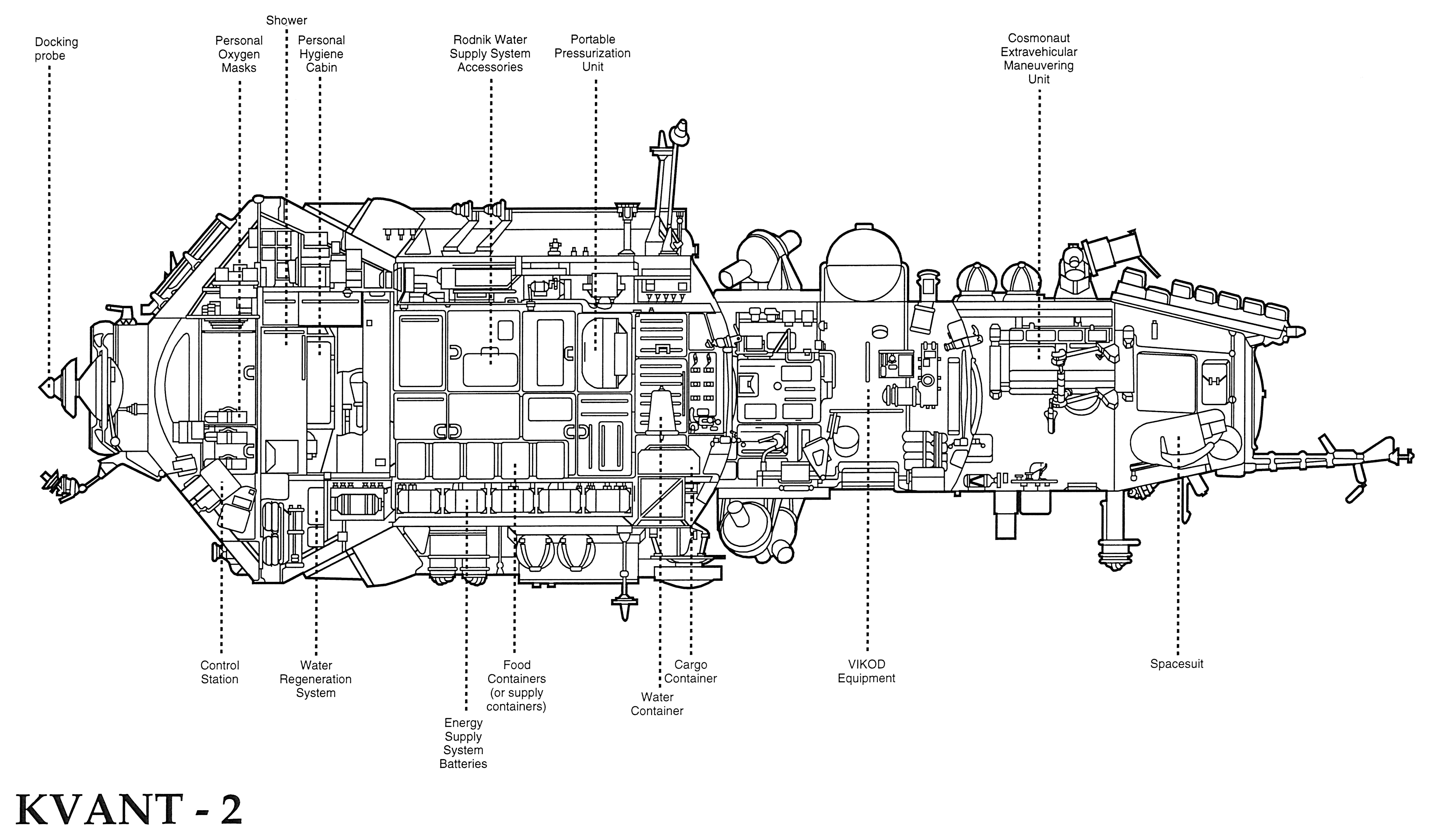
Kvant-2
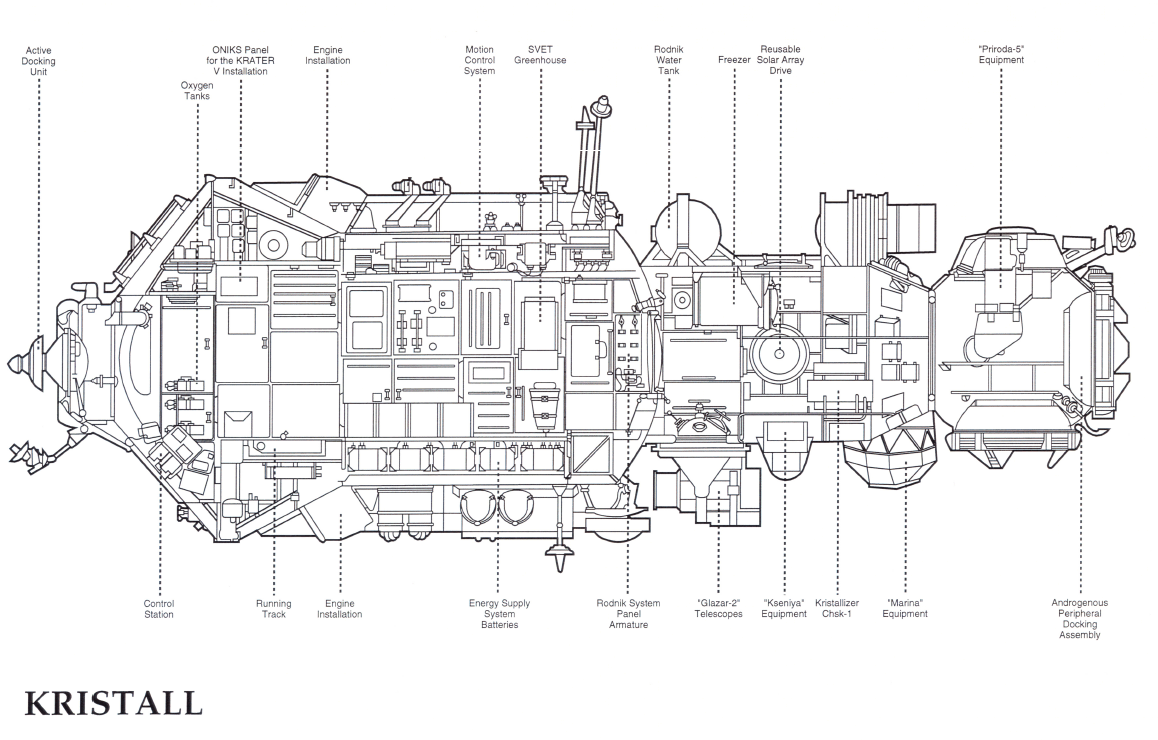
Kristall
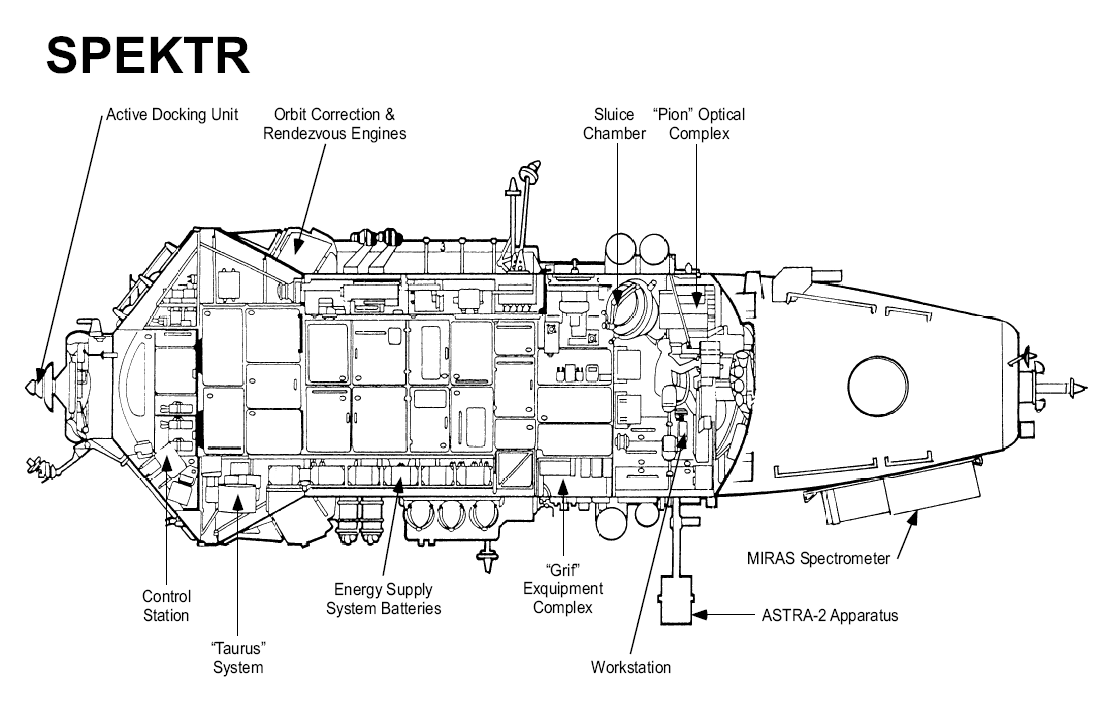
Spektr
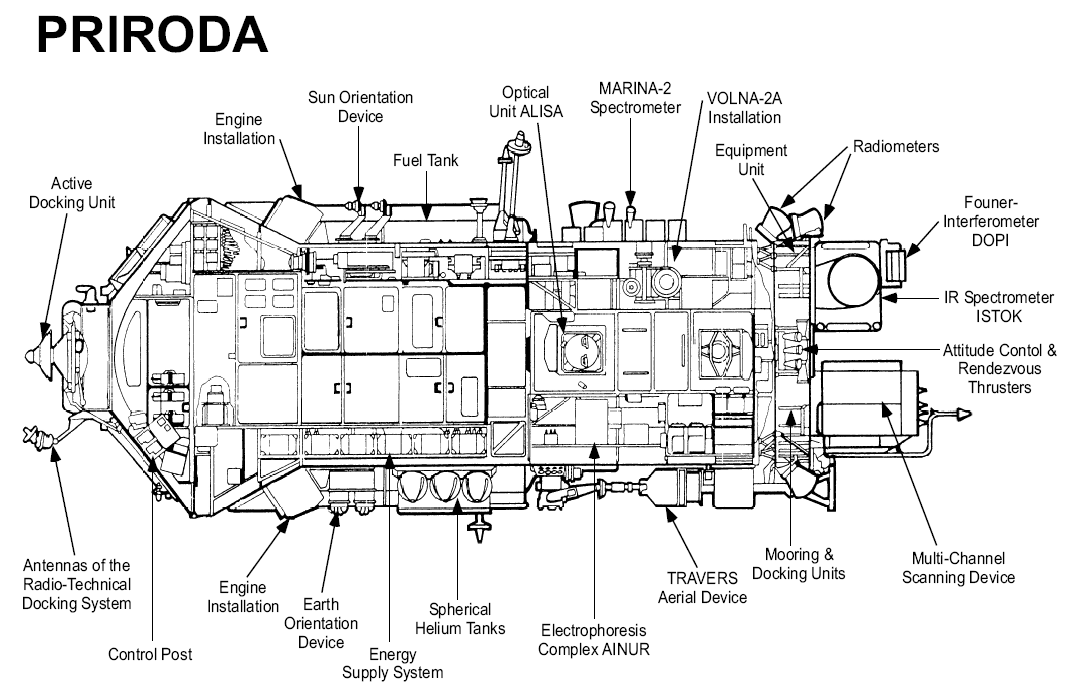
Priroda
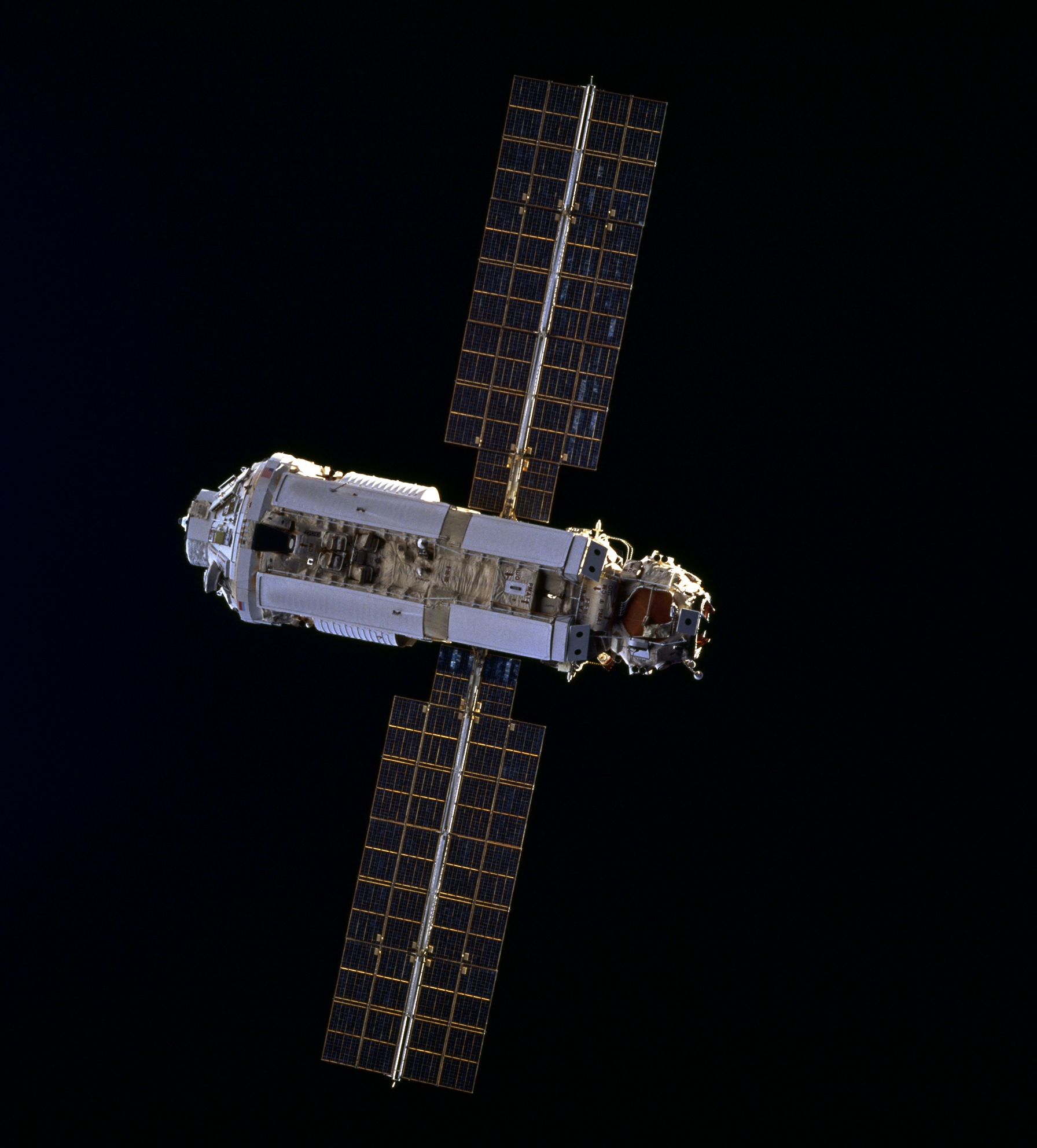
Zarya
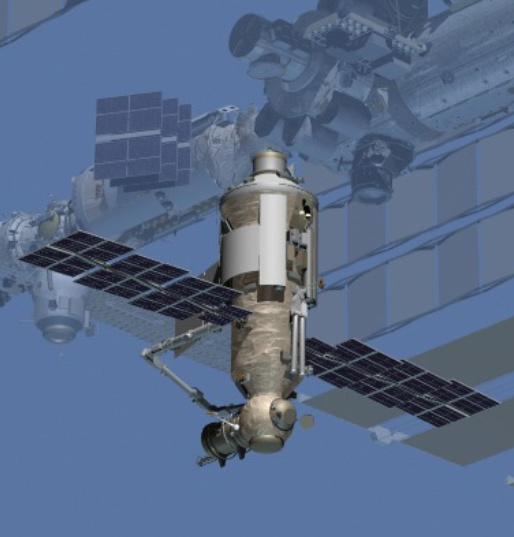
MLM